# Quiet Nights
Quiet Nights е десетият пореден албум на канадската джаз знаменитост Даяна Крол. Върв Рекърдс поемат неговото издаване, и то бива реализирано на 31 март 2009 г. Тук пианистката и певица от канадски произход работи с аранжировчика Клаус Огерман, като преди това двамата сътрудничат на Live in Paris (2002) и на The Look of Love (студиен, 2001). През 2010 г. заглавната песен донася на Огерман награда Грами за „Най-добър инструментален аранжимент, акомпаниращ на вокала“.

## Написване
Името на проекта е заимствано от боса нова стандарта Corcovado, което Антониу Карлус Жобим пише, и което става популярно в началото на 60-те години. Заглавната песен е първото от общо трите песни, които са написани или от Жобим, или от него и съмишленици. Крол преди това включва How Insensitive (Insensatez) на записа от 2006 г., From This Moment On, и изпълнява Жобимовата The Boy from Ipanema с Розмари Клуни на нейния Brazil (2000).

## Критика
Кристофър Лаудън от списание Джазтаймс се изразява положително за продукцията. Според него, певицата е „лирична, емоционално чиста в интерпретацията“. В You're My Thrill, тя внушава чувство за неспокойство. Критикът спира вниманието на Guess I'll Hang My Tears Out to Dry, където според него чувствата са донякъде прекалено драматизирани.

## Търговски пробиви
Quiet Nights прави дебют под номер 3 в Канадската класация на албуми, продавайки 24 000 бройки още през първата седмица. След 5 седмици, албумът пробива до 2-ра позиция, след като от него са продадени 11 000 копия. В Щатите, той е продаден в 104 000-ен тираж, като дебютира като номер три в Билборд 200, както и в №1 на „Топ джаз албуми“. Така Крол за девети път пласира албум на първо място в последно споменатата класация. В континентална Европа, той завоюва първото място в Унгария, Полша, Португалия, и е в първите пет в Австрия, Франция, Гърция, Норвегия и Испания, както и на пан-европейската класация. Той също така е на второ място в новозеландската класация RIANZ. В края на 2009 г., Билборд класира Quiet Nights под номер 25 в списъка си Топ джаз албуми за периода 2000 – 2010.

## Списък на песните
1. Where or When (Richard Rodgers, Lorenz Hart) – 4.10
2. Too Marvelous for Words (Johnny Mercer, Richard A. Whiting) – 4.05
3. I've Grown Accustomed to His Face (Frederick Loewe, Alan Jay Lerner) – 4.48
4. The Boy from Ipanema (Antonio Carlos Jobim, Vinicius de Moraes, Norman Gimbel) – 4.54
5. Walk on By (Burt Bacharach, Hal David) – 5.03
6. You Are My Thrill (Jay Gorney, Sidney Clare) – 5.47
7. Este Seu Olhar (Antonio Carlos Jobim) – 2.45
8. So Nice (Marcos Valle, Paulo Sérgio Valle, Gimbel) – 3.52
9. Quiet Nights (Antonio Carlos Jobim, Gene Lees) – 4.45
10. Guess I'll Hang my Tears Out to Dry (Jule Style, Sammy Cahn) – 4.59
11. How Can You Mend a Broken Heart (Barry Gibb, Robin Gibb) – 4.30
12. Everytime We Say Goodbye (Cole Porter) – 5.18

### Издание за Айтюнс
1. For No One (John Lennon, Paul McCartney) – 2.58
2. I See Your Face Before Me (Howard Dietz, Arthur Schwartz) – 5.04